# Brémsko-Verdensko
Brémsko a Verdensko neboli také Brémy a Verden, celým názvem (plurál) Vévodství Brémska a Verdenska (německy Herzogtümer Bremen und Verden), bylo dvojí území a léna ve Svaté říši římské spojená v personální unii, která byla obě od roku 1180 v říšské bezprostřednosti.
Obě vévodství vznikla roku 1648, kdy byly oba církevní státy (knížecí biskupství) sekularizovány, tzn. že se z nich staly dědičné monarchie, nicméně obě byly nerozlučně spojeny společnou vládou personální unie, které se ujímali panovníci ze švédské dynastie Vasovců, Falcko-zweibrückenští a nakonec z Hannoverské dynastie.
V letech 1807–1810 byla země vojensky okupována Francouzi, se zánikem Svaté říše římské roku 1806 přestala pro ni platit říšská bezprostřednost, následně roku 1810 byla na krátko anektována Vestfálskem a záhy nato Francií, která si ji udržela do roku 1813. Brémsko-Verdensko zaniklo připojením k Hannoverskému království roku 1823.